# Erika Leiva
Erika Leiva Méndez (Tarragona, 18 de diciembre de 1984) más conocida como Erika Leiva y coloquialmente como "El huracán de La Linea" es una cantante española de copla y Compositora.

## Biografía y carrera artística
Erika nació en Tarragona, ya que los padres de origen andaluces tuvieron que desplazarse por motivos laborales a dicha ciudad, a los 6 meses regresó a su ciudad de origen La Línea de la Concepción donde se creció y se inició en el mundo de la música, desde muy joven participó en varios certámenes de copla y canción ligera, obteniendo numerosos premios.

En 2008 saltó a la fama como participante del programa Se llama copla de Canal Sur Televisión quedando en tercera posición,.este premio le abrió muchas puertas, como consecuencia de ello graba su primer disco “Grande muy grande”, teniendo gran aceptación.
Posteriormente forma parte de un elenco de grandes artistas, en el espectáculo "Apoteosis", que está dirigido y producido por José Luis Moreno. 
En el 2013, se estrena en el Teatro de la Maestranza de Sevilla, el espectáculo “Tu no te has ido” recordando a Marifé de Triana, compuesto por ella misma, Joana Jiménez y Antonio Cortés, con este espectáculo hicieron una gira por toda España.
En septiembre de 2015 homenajea en el Teatro de la Maestranza de sevilla a Rocío Jurado en el espectáculo Sevilla siente a Rocío por el décimo aniversario de la muerte de Rocío, donde cuelga el cartel de "no hay billetes".

## Discografía
Álbumes de estudio
- 2011: Grande, muy grande
- 2016: Amar y Querer
- 2019: Lo Que Eres para Mí

Singels
- 2016: No Lo Puedes Negar
- 2021: Lo Que Eres para Mí
- 2022: Últimamente
- 2023: Himno de Andalucía
- 2023: Inocente pobre amiga
- 2024: No sé olvidar
- 2024: De que manera te olvido
- 2024: Échame a mi la culpa
- 2025: Nadie sabe lo que tiene

## Premios
lista de premios
- 2001: 1.er premio en el II Concurso de Canción Española, Utrera (Sevilla)
- 2002: 2.º premio en el VII Certamen de Canción Española, Memorial Maestro Jaén, La Línea (Cádiz)
- 2003: 1.er premio IX Certamen de Canción Española J.M Arganzuela (Madrid)
- 2004: 2.º premio IV Festival de Canción Ligera, La Línea (Cádiz)
- 2005: 1.er premio I Certamen Andaluz de Canción Española “Amigos de la Copla” (Málaga)
- 1.er premio II Certamen Canción Española de Trebujena (Cádiz)
- 2006: finalista en el XXXI Festival de la Canción Andaluza, Benalmádena (Málaga)
- 1.er premio I Festival de la Canción del Campo de Gibraltar, Cádiz
- 2007: 2.º premio Certamen Homenaje a Marifé de Triana, Alhaurín de la Torre (Málaga)
- 1.er premio Peña Huertecillas Mañas XVI Certamen de Canción Española, (Málaga)
- 2008: 3.ª ganadora del concurso televisivo “Se llama copla”